# Sharin no kuni, yūkyū no shōnenshōjo
(Tagline del gioco)
Sharin no kuni, yūkyū no shōnenshōjo (車輪の国、悠久の少年少女? lett. "Paese di ingranaggi, ragazzi e ragazze dell'eternità"), è una visual novel giapponese prodotta dalla Akabei Soft2, originariamente pubblicata il 26 gennaio 2007 per Microsoft Windows. Il gioco è stato in seguito distribuito per PlayStation Portable e Xbox 360.
Il gioco è un fandisc di Sharin no kuni, himawari no shōjo, ed espande la storia di Masaomi Houzuki e i rispettivi finali di ogni eroina.
Come per il gioco originale, una patch per tradurre il gioco in inglese è stata pubblicata da TL Wiki il 31 marzo 2011.

## Trama

### Ambientazione
Il gioco ha luogo nella stessa ambientazione del gioco originale, e persino nella stessa città.

### Storia
Il gioco è diviso in 5 differenti storie. Quattro ampliano i finali delle eroine Natsumi, Touka, Sachi e Ririko, così come si sono svolti nei rispettivi finali del gioco originale, mentre la quinta si svolge alcuni mesi dopo il finale di Natsumi, pur non coinvolgendo gli stessi protagonisti: è infatti un flashback di Masaomi Houzuki, al tempo del suo esame per diventare un Individuo Speciale di Alta Classe.
Masaomi, a quel tempo conosciuto come Masaomi Akutsu, è un giovane cadetto che si accinge a sostenere l'esame finale per diventare un Individuo Speciale di Alta Classe. Oltrepassate le montagne, si ritrova in un'isolata città piena di girasoli, dove incontrerà Saburou Higuchi, un cadetto come lui, e Mina Saika, la ragazza che dovrà riabilitare per passare l'esame.
Sotto la spietata supervisione Ari Houzuki, Masaomi, inizialmente freddo e distaccato, instaurerà una grande amicizia con Mina e Saburou, ma scoprirà che Mina non vuole essere riabilitata, e ciò comporterebbe il suo fallimento e la chiusura di lei in un campo di concentramento. Inoltre, si renderà conto di essere finemente manipolato da Ari, al solo scopo di divertirla. Masaomi cercherà quindi una via d'uscita da questa situazione apparentemente irrisolvibile, cominciando a pensare di ribellarsi al suo sadico supervisore.

## Modalità di gioco
Come la maggior parte delle visual novel, la giocabilità consiste nel leggere il testo accompagnato dalle immagini dei personaggi e da fondali fissi, effettuando alcune scelte che andranno ad influenzare lievemente la storia, senza tuttavia modificarne il finale.
Completando tutte e cinque le storie, sarà sbloccata anche una storia aggiuntiva riguardante Eri Nagumo, ed un ulteriore omake su di lei.

## Personaggi

### Storia di Masaomi

#### Masaomi Akutsu
Masaomi Akutsu (阿久津 将臣?, Akutsu Masaomi) è un cadetto che si prepara all'esame finale. Masaomi è nato in poverta e ha lottato per emergere nella società, superando egregiamente tutte le prove per diventare un Individuo Speciale di Alta Classe. Inizialmente si dimostra freddo e insensibile, ma in seguito si riscatta, arrivando a sfidare la morte per salvare le persone a cui tiene.
È doppiato da Norio Wakamoto da vecchio, mentre nel flashback non ha doppiatore.

#### Mina Saika
Mina Saika (雑賀 みぃな?, Saika Mina) è la ragazza che Masaomi deve riabilitare. Figlia di un'importantissima famiglia di sacerdoti, ha ricevuto il suo obbligo per aver rifiutato di piegarsi alle direttive della famiglia che gli imponeva di portare avanti il lavoro dei genitori. Mina è una ragazza dolce e allegra, nonostante il pesante fardello del suo obbligo. È piuttosto popolare a scuola, sebbene non gli sia permesso di stringere amicizia con nessuno.

Il suo obbligo è "Proibizione di avere privacy": Mina non può restare mai sola, nemmeno per andare in bagno. Come "personaggio pubblico", non può permettersi di avere un parere, ma deve rimanere sempre imparziale e non causare agli altri contrarietà per le sue opinioni.

#### Saburou Higuchi
Saburou Higuchi (樋口 三郎?, Higuchi Saburou) è un altro cadetto che si prepara all'esame finale. Saburou è sempre molto amichevole con tutti. Sebbene si comporti sempre come uno sciocco, non è affatto uno sprovveduto, e sa essere serio ed affidabile quando vuole. 

#### Ari Rururianto Houzuki
Ari Rururianto Houzuki (アリィ・ルルリアント・法月?, Houzuki Rururianto Ari) è un Individuo Speciale di Alta Classe. È una giovane donna, proveniente dal Paese Meridionale. Ari è una donna crudele e spietata che, pur essendo debole fisicamente, possiede una grande abilità nel combattimento e nell'uso delle armi da fuoco. 

### Finali del gioco originale

#### Kenichi Morita
Kenichi Morita (森田 賢一?, Morita Kenichi), il cui vero nome è Ken Higuchi (樋口 拳?, Higuchi Ken), è il protagonista del gioco originale, figlio del rivoluzionario Saburou Higuchi e fratellastro di Ririko.

#### Natsumi Hinata
Natsumi Hinata (日向 夏咲?, Hinata Natsumi), è una delle ragazze riabilitate da Kenichi. Natsumi ha ritrovato la gioia di vivere, e da ragazza timida e depressa, è tornata ad essere solare.
È doppiata da Shinjou Mana. 

#### Sachi Mitsuhiro
Sachi Mitsuhiro (三ツ廣 さち?, Mitsuhiro Sachi) è una ragazza attiva, energetica e socievole, riabilitata da Kenichi. Sachi è diventata una pittrice, e mira a diventare famosa anche all'estero, così da poter mostrare a Mana, di aver mantenuto la sua promessa.
È doppiata da Miya Serizono.

#### Touka Oone
Touka Oone (大音 灯花?, Ōne Tōka) è una ragazza riabilità da Kenichi. Schietta, esuberante e facile all'ira, ha ora un buon rapporto con la madre Kyouko, e si allena per diventare una cuoca professionista. È doppiata da Sumire Murasakibana.

#### Ririko Higuchi
Ririko Higuchi (樋口璃々子?, Higuchi Ririko) è la sorella di Kenichi. La ragazza scoprirà che il fratello non è più il debole fifone di un tempo. È doppiata da Touno Ran. 

#### Sepia Uzuki
Sepia Uzuki (卯月セピア?, Uzuki Sepia) è l'eccentrico amico Kenichi. Dopo gli eventi del gioco originale, non è cambiato di una virgola. È doppiato da Mori Keisuke. 

#### Mana
Mana (まな（まな）?, Mana) è un'orfana del Paese Meridionale. Dopo essere stata venduta da Masaomi, è entrata nella servitù di un'importante persona del Paese Meridionale. Il suo vero nome è Anteriam du Myanu, ma viene semplificato da Sachi come "Mana". È doppiata da Kamizuki Aoi.

#### Kyouko Oone
Kyouko Oone (大音京子（おおね きょうこ）?, Oone Kyouko)  è la madre di Touka. Kyouko non è più la donna severa di un tempo e dimostra di essere in armonia con la figlia. È doppiata da Kazane.

#### Eri Nagumo
Eri Nagumo (南雲 えり?, Nagumo Eri) è una dei cadetti compagni di Kenichi, tra le più promettenti. Verrà uccisa da Masaomi Houzuki per non essere arrivata in tempo al suo esame finale. Una breve storia del gioco racconterà degli avvenimenti subito precedenti al suo tragico destino, che l'hanno portata ad arrivare in ritardo. È doppiata da Mariya Kurata. 

## Accoglienza
La versione per Xbox 360 di Sharin no kuni ha ottenuto un punteggio di 29/40 dalla rivista Famitsū, basato sulla somma dei punteggi (da 0 a 10) dati al gioco da quattro recensori della rivista.